# Альвера, Альберто
Альбе́рто Альвера́ (итал. Alberto Alverà; род. 14 марта 1992, Пьеве-ди-Кадоре, Венеция) — итальянский кёрлингист.

## Карьера
Его дебют за юниорскую сборную Италии по кёрлингу состоялся в 2007 года во время Европейских Юниорских соревнований по кёрлингу, которые состоялись в Праге, Чехия: Италия заняла седьмое место, что эквивалентно 19-му в мировом рейтинге.
В 2012 году Альвера вошел в состав смешанной парной сборной и участвовал в Чемпионате мира по кёрлингу среди смешанных пар, который проводился в городе Эрзурум (Турция) c 23 по 29 апреля. В этот раз Италии заняла 16-е место.
Играет на позиции второго.

## Достижения
- Чемпионат Италии по кёрлингу среди мужчин: серебро (2010), бронза (2009).
- Чемпионат Италии по кёрлингу среди смешанных команд: золото (2012).
- Чемпионат Италии по кёрлингу среди юниоров: золото (2007, 2008, 2010, 2011).

## Команды
| Сезон                                          | Четвёртый        | Третий            | Второй               | Первый            | Запасной                               | Турниры                          |
| ---------------------------------------------- | ---------------- | ----------------- | -------------------- | ----------------- | -------------------------------------- | -------------------------------- |
| 2007                                           | Джорджо Да Рин   | Альберто Альвера  | Davide Michielli     | Matteo Siorpaes   |                                        | ЧИЮ 2007                         |
| 2007—08                                        | Джорджо Да Рин   | Альберто Альвера  | Жюльен Жанр          | Massimo Micheli   | Matteo Siorpaes тренер: Adolfo Mosaner | ПЕЮ 2008 (7 место)               |
| 2008                                           | Джорджо Да Рин   | Альберто Альвера  | Davide Michielli     | Matteo Siorpaes   |                                        | ЧИЮ 2008                         |
| 2008—09                                        | Альберто Альвера | Вальтер Бомбассеи | Давиде Дзандеджакомо | Matteo Siorpaes   | Диего Бомбассеи                        | ЧИМ 2009                         |
| 2009—10                                        | Джорджо Да Рин   | Алессандро Дзиза  | Альберто Альвера     | Марко Мариани     | Адриано Лоренци                        | ЧИМ 2010                         |
| 2010                                           | Джорджо Да Рин   | Matteo Siorpaes   | Альберто Альвера     | Timothy Hepp      | Gianluca Menardi                       | ЧИЮ 2010                         |
| 2010—11                                        | Джорджо Да Рин   | Алессандро Дзиза  | Альберто Альвера     | Марко Мариани     |                                        |                                  |
| 2010                                           | Альберто Альвера | Matteo Bernardi   | Timothy Hepp         | Elia De Pol       | Guido Fassina                          | ЧИЮ 2011                         |
| Кёрлинг среди смешанных команд (mixed curling) |                  |                   |                      |                   |                                        |                                  |
| 2012                                           | Алессандро Дзиза | Элеттра Де Коль   | Альберто Альвера     | Виолетта Кальдарт | Марко Мариани (ЧЕСК)                   | ЧИСК 2012 · ЧЕСК 2012 (16 место) |

(скипы выделены полужирным шрифтом)

## Частная жизнь
Из семьи кёрлингистов. Его отец, Фабио Альвера — кёрлингист и тренер сборной Италии. Его тётка Клаудия Альвера (сестра Фабио) — кёрлингистка, неоднократная чемпионка Италии. Его сестра — кёрлингистка Элеонора Альвера.